# Lidya Jewett
Lidya Jewett, född 19 januari 2007, är en amerikansk barnskådespelare.
Jewett har medverkat i många film- och TV-serieproduktioner. Hon har exempelvis medverkat i den oscarsnominerade filmen Dolda tillgångar. Hon fick sitt genombrott som skådespelare när hon mellan 2018 och 2021 spelade Sara Hill i TV-serien Good Girls. Hon har även bland annat medverkat i Netflixfilmen Känn rytmen från 2020. År 2023 kommer att spela en av huvudrollerna i skräckfilmen The Exorcist: Believer.

## Filmografi (i urval)
- 2016 – Dolda tillgångar
- 2018–2021 – Good Girls (TV-serie)
- 2020 – Känn rytmen
- 2023 – The Exorcist: Believer